# Carl Landry
Carl Christopher Landry (* 19. September 1983 in Milwaukee, Wisconsin) ist ein ehemaliger US-amerikanischer Basketballspieler, der von 2007 bis 2016 in der NBA aktiv war. In seiner College-Zeit von 2004 bis 2007 spielte er für die Purdue Boilermakers. Er ist der ältere Bruder von Marcus und Shenita Landry.

## Jugend
Carl, Sohn von Mark und Anita Landry, besuchte die Harold St. Vincent Highschool in Milwaukee, Wisconsin.

## NBA-Karriere
Im Juni 2007 wurde Carl Landry an 31. Stelle von den Seattle SuperSonics gedraftet und anschließend für einen zukünftigen Zweitrunden-Pick an die Houston Rockets transferiert. In seiner Debütsaison spielte er in den ersten 33 von 36 Partien nicht. Später in der Saison bekam er mehr Spielzeit durch die Verletzung von All-Star Yao Ming. Während der 22-Spiele-Siegesserie der Rockets (die zweitlängste Siegesserie in der Geschichte der NBA) entpuppte er sich als Schlüsselspieler für sein Team.
Am 24. April 2008 führte er die Houston Rockets in einem Playoffspiel gegen die Utah Jazz mit einem spielentscheidenden Block an Deron Williams in den Schlusssekunden zum Sieg. In diesem Spiel verlor er außerdem noch einen Schneidezahn. Beim Spiel der Dallas Mavericks gegen Houston verlor Landry im Dezember 2009 erneut mehrere Zähne, als Dirk Nowitzki bei einem Korbleger mit ihm kollidierte. Dabei verletzte sich Nowitzki am Ellenbogen.
Landry wechselte 2010 zu den Sacramento Kings, unter anderem im Ausstauch für Kevin Martin. Bei den Kings hatte Landry seine individuell beste Zeit und erreichte in der Saison 2009/10 mit 18,0 Punkten und 6,5 Rebounds im Schnitt seine besten Karrierewerte. Im Februar 2011 wechselte er zu den New Orleans Hornets im Austausch für Marcus Thornton. Dort war Landry mit durchschnittlich 12 Punkten pro Spiel ein wichtiger Bankspieler.
Im Sommer 2012 wechselte Landry als Free Agent zu den Golden State Warriors. Im Sommer 2013 nutzte er eine Option in seinem Vertrag mit den Warriors und verließ den Club. Er wechselte zurück zu den Sacramento Kings, für die er bereits von 2010 bis 2011 spielte.
Im Sommer 2015 wurde Landry von den Kings zu den Philadelphia 76ers transferiert. Er absolvierte 36 Saisonspiele für die Sixers und erzielte dabei 9,8 Punkte und 4,1 Rebounds. Im Sommer 2016 wurde er von den Sixers entlassen.

### Sonstiges
In seinen ersten drei Saisonspielen 2012 traf Landry jedes Mal mindestens 50 % aus dem Feld (Minimum 5 Würfe). Neben Kobe Bryant, Darren Collison, Rajon Rondo und Brandan Wright ist er der fünfte Spieler, dem dies gelang. Als Einziger von diesen Fünf startete er das Spiel nicht von Beginn an.